# Йоганн Вінкельманн
Йо́ганн Йо́ахім Ві́нкельманн (нім. Johann Joachim Winckelmann; 9 грудня 1717 Штендаль — 8 червня 1768) — німецький мистецтвознавець і антиквар, основоположник сучасних уявлень про античне мистецтво й археологію.

## Біографія
Вінкельманн народився в незаможній родині. Його батько Мартін Вінкельманн був шевцем, а мати, Анна Марія Майєр, була дочкою ткача.
Попри свої вкрай мізерні статки, у 1735 році Мартін Вінкельманн отримав можливість відвідувати гімназію в Берліні і закінчив її в 1736 році. Через два роки йому надали стипендію на вивчення теології в університеті в Галле, де займався переважно стародавнім письменством.
Після закінчення університету в 1740 році доволі довго працював домашнім учителем у різних родинах. Від 1741 року вивчав медицину в Єнському університеті; у 1743—1748 роках працював в училищі під Берліном, де викладав давньоєврейську і грецьку мови, а також геометрію, логіку та латину, потім  влаштувався бібліотекарем до графа Бюнау, у Нетніці. Тут, живучи неподалік від Дрездена, майбутній історик мистецтва мав можливість часто бачити й вивчити зібрані там мистецькі скарби. Вони збудили в ньому гарячу любов до класичної старовини й водночас відразу до стилю рококо, що переважав у тодішній німецькій архітектурі й пластиці.
Бажання потрапити в Рим та ознайомитися з тамтешніми пам'ятками спонукало його розпочати переговори з папським нунцієм Аркінто щодо отримання місця при бібліотеці кардинала Пассіона, але неодмінною умовою для того Вінкельманну був поставлений перехід з лютеранства в католицтво. Після п'ятирічних сумнівів у 1754 р. Йоганн зважився на цей важливий крок і наступного року опинився в Римі, де зблизився з живописцем Рафаелем Менгсом, перейнятим тими ж, як і він, естетичними переконаннями і прагненнями, і цілком віддався вивченню антиків. Також він був представлений кардиналу Альбані, найбільшому колекціонеру того часу, який призначив йому пенсію і запросив відвідати віллу Альбано й поглянути на витвори стародавнього мистецтва.
Збагативши свої пізнання і розширивши свої погляди поїздкою в Неаполь, яку він здійснив у 1758 році (він її повторить у 1762, 1764, 1767), і відвідуванням Геркуланума і Помпей, які незадовго перед тим виступили з-під попелу Везувію, Йоганн уклав каталог колекції гем барона Стоша у Флоренції і після другої подорожі в Неаполь розпочав видання «Історії античного мистецтва» — головної своєї праці, що вийшла у світ 1764 року, незабаром (в 1767 році) доповненої «Замітками про історію мистецтва» і згодом перекладеної на французьку та інші мови. З 1763 року він працював головним антикварієм і «президентом старожитностей» Ватикану, а у 1765 році відхилив пропозицію стати директором бібліотеки, зібрань монет і старожитностей у Берліні.
Побувавши ще раз у Неаполі, він вирушив у супроводі скульптора Кавачеппі до Німеччини, але доїхав тільки до Відня, звідки повернувся до Італії. Неподалік від Трієста Вінкельманн випадково познайомився зі щойно випущеним із в'язниці злочинцем Франческо Арканжелі. Вдавши любителя мистецтва, Арканджело ввійшов до нього в довіру з метою скористатися його медалями та грошима. У Трієсті, де Вінкельманн мав намір сісти на корабель до Анкони і зупинився на кілька днів, Вінкельманн провів ніч з Арканджелі, а на ранок той убив Вінкельманна у ліжку.

## Особисте життя
Вінкельман був гомосексуалом, і відкритий гомоеротизм впливав на його праці з естетики. У 1752 році він згадував про «хіть», яку можна було відчути з «божественним монархом» (тобто Фрідріхом Великим) у Потсдамі подібно до «Афін та Спарти», і якою він міг насолоджуватися так безмежно, що йому більше ніколи не дозволять цього Його гомосексуальність була відома його сучасники, зокрема Гете.
Прийнято вважати, що Вінкельмана було вбито під час спроби пограбування, але гіпотеза про сексуальний злочин також була популярною. Підозра полягала в тому, що Арканжелі вбив Вінкельмана за небажані сексуальні домагання, можливо, з першого разу, можливо, під час сексуальних стосунків, які розвивалися протягом кількох днів.

## Ідеї

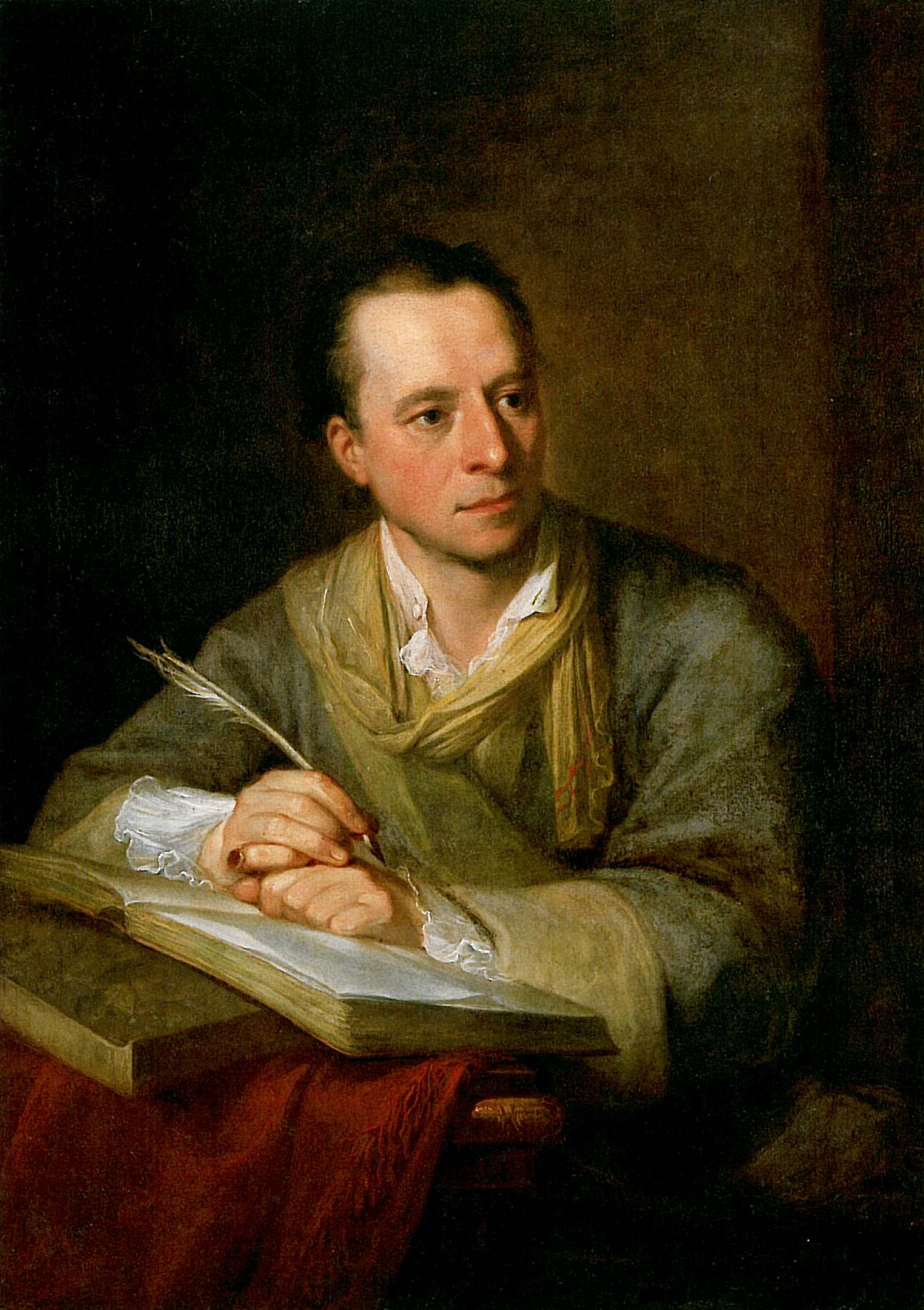
Ангеліка Кауфман. Портрет Вінкельманна, 1764

Як показав біограф Вінкельманна Юсті, у галузі мистецтва його попередником був французький знавець предмета граф Келюс.
Заслуга Вінкельманна полягає переважно в тому, що він перший проклав шлях до розуміння культурного значення і краси класичного мистецтва, оживив інтерес до нього в освіченому суспільстві й був зачинателем створення не тільки його історії, а й художньої критики, для якої він запропонував чітку, хоч і застарілу для наших днів систему.
Відкриття послідовності стилів у давньому мистецтві було тісно пов'язане з неприйняттям, яке викликало в нього мистецтво бароко та рококо порівняно з мистецтвом Високого Відродження. Аналогія з цією зміною смаку стояла в Йоганна перед очима всюди, зокрема й при дослідженні творів античного мистецтва, і допомагала йому розчленувати їх на історичні щаблі.
За Вінкельманном, головним завданням мистецтва має бути «прекрасне», якому підпорядковуються й індивідуальна правда, і дія, і ефект; тоді як сутність прекрасного полягає в зображенні типу, створеного нашою фантазією і природою, а в її основі лежать вірність пропорцій, благородна простота, спокійна велич і плавна гармонійність контурів. Існує, як учив Вінкельманн, тільки одна краса, що має позачасове значення, оскільки вона закладена в самій природі і реалізується нею там, де щасливо збігаються милість небес, цілющий вплив політичної свободи й національного характеру, наприклад, у греків часів Фідія та Праксителя. Вся історія мистецтва інших народів була для нього тільки фоном, який служив лише тому, щоб ця істина сяяла яскравіше.

## Праці
З численних творів, за допомогою яких Вінкельманн поширював свої висновки та ідеї, особливо цікаві, окрім вищезгаданих, ще наступні:
- «Gedanken über die Nachahmung der griechischen Werke in Malerei und Bildhauerkunst» (1753),
- «Sendschreiben über die Gedanken von der Nachahmung» і належать до цієї праці «Додатки» (1756),
- «Anmerkungen über die Baukunst der Alten» (1761),
- «Abhandlungen von der Empfindung der Schönen» (1763),
- «Versuch einer Allegorie» (1766) і
- «Monumenti antichi inediti» (1767, 1768 і 1821).

Повне зібрання творів Вінкельманна видано Ферновим, Генріхом Маєром, Шульце та Зібелісом (у 1808—1825 рр., 11 томів; вдруге в Аугсбурзі в 1838 р. і наступних роках). У багатій літературі про Вінкельманна і його праці можна згадати нарис Гете «нім. Winckelmann und sein Jahrhundert» (1805) і «Justi», «Leben W.» (1866—1872).